# Longepierre
Longepierre település Franciaországban, Saône-et-Loire megyében. Lakosainak száma 161 fő (2022. január 1.). Longepierre Charette-Varennes, Lays-sur-le-Doubs, Navilly, Pourlans és Clux-Villeneuve községekkel határos.

## Népesség
A település népességének változása:
| Lakosok száma | 180  | 176  | 168  | 163  | 161  | 155  | 158  | 161  |
|               | 2013 | 2015 | 2017 | 2018 | 2019 | 2020 | 2021 | 2022 |